# Dernier Banco
Pour plus de détails, voir Fiche technique et Distribution.
Dernier Banco est un téléfilm français de Claude de Givray, de 1984.

## Fiche technique
- Réalisation : Claude de Givray
- Scénario : Alain Riou

## Distribution
- Jean-Pierre Cassel : Georges Nancy
- Michel Duchaussoy : Le percepteur
- Dominique Constanza : Marguerite
- Pascale Petit : Jenny
- Pauline Lafont : Madeleine
- Rosette : Solange
- Gérard Caillaud : Marcel Achard
- Séverine : Hermance
- Corinne Le Poulain : Mme Follenfant
- Philippe Mareuil : Villard
- Jean-Pierre Lituac
- Maurice Chevit
- Charlotte Brabant
- Dominique Latil
- Raoul Guylad
- Max Douchin
- Pierre Julien
- Claude Petit
- Philippe Baronnet
- Henri Gruvman
- Jean-Baptiste Aubertin
- Sylvain Lévignac
- Jean-Claude Martin
- Alain Sevestre
- Héctor Malamud
- Michel Laroussi

## Autour du téléfilm
- Le personnage joué par Jean-Pierre Cassel est inspiré de la personnalité de Jules Berry.